# باول جيمس (محرر)
باول جيمس (بالإنجليزية: Paul James)‏ هو محرر أسترالي، ولد في 8 مايو 1958.